# کلوکومبه، آنگولا
کلوکومبه (به انگلیسی: Caluquembe (Kalukembe)) شهری در استان هوییلا واقع در کشور آنگولا است که در سال ۲۰۰۹ میلادی ۲۵٬۳۴۸ نفر جمعیت داشته است.